# Ramallah
Ramallah (tiếng Ả Rập: رام الله  ⓘ Rāmallāh) (nghĩa là "đỉnh cao của Chúa") là một thành phố Palestine ở trung tâm Bờ Tây, hiện là thủ đô hành chính thực tế của Chính quyền Quốc gia Palestine. Tọa lạc trên núi Judaean ở độ cao 872m so với mực nước biển, cách Jerusalem 10 km (6 dặm) về phía bắc, tiếp giáp với al-Bireh.
Ramallah là một thị trấn gồm nhiều khu dinh thự được hình thành từ thời kỳ Herod Vĩ đại, tuy nhiên hầu hết trong số chúng đã bị phá hủy trong những cuộc Thập tự chinh ở thế kỷ 11. Thành phố được sáng lập vào thế kỷ 16 bởi Hadadeens, một bộ lạc Arab theo Kitô giáo. Vào năm 1517, thành phố thuộc về Đế chế Ottoman, cho đến năm 1920, thành phố bị cai trị bởi người Anh sau khi họ chiếm được thành phố trong Thế chiến I. Chiến tranh Ả Rập - Isarel năm 1948 chia tách toàn bộ Bờ Tây, bao gồm cả thành phố Ramallah, nằm dưới sự chiếm đóng và kiểm soát bởi Jordan. Sau đó, thành phố bị chiếm đóng bởi Isarel sau Cuộc chiến Sáu ngày năm 1967. Đến năm 1995, sau Hòa ước Oslo, Ramallah được trao trả cho Chính quyền Palestine (PNA) như một phần trong Khu A của Bờ Tây.
Trong những năm gần đây, Ramallah phát triển trở thành một trung tâm chính trị, văn hóa và kinh tế của người Palestine. Đây là nơi đặt các tòa nhà của chính quyền Palestine, bao gồm Văn phòng Phủ Tổng thống, Quốc hội và văn phòng của Cơ quan An ninh. Nó cũng bao gồm nhiều bảo tàng và trung tâm văn hóa với nhiều hoạt động về đêm. Mặc dù có lịch sử bắt nguồn từ một thị trấn Kitô giáo, người Hồi giáo đang chiếm đa số ở Ramallah với dân số 38.998 vào năm 2017, người Công giáo cũng là thiểu số đáng kể.

## Thành phố kết nghĩa
Ramallah kết nghĩa với:
- Bordeaux, Pháp
- Hounslow, Anh, Vương quốc Anh
- Johannesburg, Nam Africa
- Liège, Bỉ
- Muscatine, Iowa, Hoa Kỳ
- Oxford, Anh, Vương quốc Anh
- Sur, Thổ Nhĩ Kỳ
- Trondheim, Na Uy

## Người nổi tiếng
- Paul Ajlouny
- Mahmoud Eid
- Amber Fares
- Jibril Rajoub[7]
- Mosab Hassan Yousef, cựu cư dân